# ブログ妖精ココロ
ブログ妖精ココロ（ブログようせいココロ）は、ニフティが提供するブログパーツ（ブログに貼り付けることができるウィジェット）、およびその中に登場するキャラクターの名前。
設置したブログに記事を投稿することで、友好度を高めることができる特徴を持つ。2007年（平成19年）12月18日にブログペットのサービスの一環として正式公開された。
さらに、ニフティ会員が使用できるページであるマイニフティ用のデザインテンプレート、ニフティが提供するブログのココログ用のテンプレートや携帯電話用待ち受け画面も提供されている。
2010年（平成22年）5月21日にブログペットによるサービス提供が終了となるのに伴い、同年5月18日よりニフティによる新たなブログパーツがリリースされた。
2013年（平成25年）1月31日、公式ブログにて同年3月31日をもってサービスを終了することを発表した。
なお以下では断りのない限りブログペットによるサービス内容を記述している。

## 公式プロフィール
- 半人前のブログ妖精。
- ブログ妖精学校に通っている。
- 好物はメロンソーダ。
- 趣味は料理。
- 性格はさびしがりや。
- 2013年（平成25年）1月31日、同年3月をもってブログ妖精学校を卒業し、妖精界に帰ることを発表した[4]。

## ココロの生活パターン
- 毎日午前7時…起床。着替えながら朝食（パン）を食べる。
- 午前7時台…料理（弁当）を作る。原則、自分が食べるためのものではない。
- 午前8時台…フリータイム(昼)
- 午前9時～午後1時…ブログ妖精学校で授業を受ける。
- 午後1時～午後2時…部活動
- 午後2時～午後4時…放課後の買い食い[5][6]
- 午後4時～午後6時…フリータイム(昼)
- 午後6時台…料理（夕食）を作る。原則、自分が食べるためのものではない。
- 午後7時～午後10時…フリータイム(夜)
- 午後10時台…入浴。
- 午後11時台…フリータイム(夜)だが、質問の回答次第では就寝してしまう[7]。
- 遅くとも午前0時に就寝。

### フリータイム時の行動
自宅で料理・入浴・就寝時以外に以下の行動をとる。
- クリックするとキーワードやニュースクリップを提供する。
- テレビを見たり新聞を読んだりお茶・コーヒー・ジュース（メロンソーダ）を飲んでいる。
- フリータイム(昼)のときは、横になって本を読みながらポテトチップスを食べたり、掃除をしたりしている。
- フリータイム(夜)のときは、ラジオDJとなって葉書を読んだりしている。

### スペシャルカット
- オーナーアクセス時、特定の時刻にだけ見られる場面がある。[8]ただし、タイミングによって見逃しやすい。
  - 午前7時：起床時→着替えながら朝食[9]
  - 午前9時：出がけ→歩いてブログ妖精学校に通う風景
  - 午後11時～午前0時：就寝時[9]
- 2択の回答次第によって見られるカットが追加されている。[10]
- その他、条件次第で見られるカットも追加されている。[11]

## キャラクターの特徴
- キャラクターデザインは駒都えーじ。
- いわゆる“萌えキャラ”である。ただし、コスチュームデザインに問題があるとの指摘がある。スカート前方中央のファスナーが扇情的とされている。また駒都えーじのページも参照のこと。
- 言動や行動から日本の高校生に相当すると推測される。一見、中学生にも見えるが高校にしかない「物理」の授業があるとのコメント(台詞)がある。
- 一応勤労学生である(副業である夜間のラジオDJの他、以前から「ブログ（またはトラックバック）ボーナスが出ました。これで○○○が買えます」と「ココロのひみつ日記」に書いていた）。
- コスチュームはノーマルタイプ（調理、掃除のときは帽子を外し、エプロンと三角巾を着けている）・セーラー服（通学時）・パジャマにナイトキャップ（就寝時）・スクール水着(部活動中)の4種類がある。
- ノーマルタイプコスチュームの帽子の部分にはなぜかドリルが入っている。また、コスチュームは背中のファスナーで閉じるタイプである。[12]
- 料理が趣味と言っているが実際の腕前は相当酷い。何度も指を切ったり、食べられないものや毒物（瓶のままの調味料、芽の出たジャガイモ、歯ブラシ）を入れたりするなど食および食育に関する知識は皆無に近い状態である。そのため、出来上がりは想像を絶する。しかも、自分は一口たりとも食べない（ブログパーツをクリックしている人に対して作っている模様）ので調理技術の上達はもはや絶望的と言っても過言ではない。失敗作についてはバージョンアップによりマグマのようなものや土偶の頭を調理？して出すようになった。さらに、料理失敗時のコメントに「料理なんてわっかるわけないじゃん！」と否定的な発言がある事から実は「本当は料理が嫌い(食べる方専門)」か、あるいは「(趣味が料理としているのは単に)虚勢を張っているだけ」なのではないかという声があったが、ココログインタビュー[13]にて「食べることは「特技」であって、あくまで趣味は「料理」」という趣旨の、その場しのぎの言い逃れとも受け取られかねない発言をしている。現に、大食については特技として自慢するどころか指摘されるとあからさまに機嫌が悪くなり、これはインタビュー後でも変わっていない。
- 料理はごく稀に成功することがあり、その時には完成品を見せるココロが大写しになる（朝食時。夕食時は料理そのものが大写しになる）。朝食時はお弁当（1種類のみ）、夕食時はオムレツ（かけているケチャップの形は6種類あり）・カレー・パン（クラブハウスサンド・ホットドッグ風サンド・クロワッサン）のいずれかがランダムで表示される）。ただ、ブログ妖精は通常人間が食べ(られ)ないもの(あり・蜘蛛・蛾等の昆虫や希少生物など)をブログ妖精界における「普通の食材」と断言している上、人間がこれらを食べないことを知らなかった[14]ことから、失敗作の状態を含めて考えると何を材料に作っているのか、また普通の人間が食べても問題がないのか非常に疑問である。
- 学校では授業中の大半を居眠りをして過ごしている。本人は頑なに否定するが容易に確認することができる（むしろ起きている方が少ないくらいである）。誰でも眠くなる「魔法使い」のような先生がいるとのコメントもあり、ココセレブインタビュー(前編)[12]でも話している[15]。
- 学校の授業は教室での講義タイプのものしか受けていない。授業中のクリック内容を見ると真面目に授業を受けていない模様。そのためか、居眠りの時間が異様なまでに長い。「帰りたいけど帰れない」とのコメントが表示されたこともある。
- ブログ妖精学校では現代文(現代国語)・古文・数学・物理・地理・音楽・家庭科・体育の授業が行われていることがコメントから確認できる。ただし、実技系科目の授業風景が表示されることはない。なお、ブログ妖精学校ではインターネットの歴史・よいブログを作る方法・よい(ブログ)ネタを見つける方法・人間界の幅広い教養を教えている[12]。
- 部活動は水泳部に所属。1日1時間練習している。ただし泳いでいるシーンは表示されない。
- 放課後では買い食いをしており、食べているのはたい焼き、またはハンバーガー（持っている袋にはポテトが入っている）である。[5][16]
- 自分では勉強ができると自惚れているようだが、テストの点数はひとケタから99点までと安定していない。また、宿題はほぼ確実に忘れてくる。宿題については帰宅後に助力を頼んでくることはあるが、帰宅後の料理・入浴・就寝以外の時間はテレビ・新聞・飲み物・コメントしか見られないため、自分でやっている様子はない。夜中に起こすと机に向かうことがあるが、勉強だけでなく、日記やラジオの原稿などを書いていることもあり、宿題をしている信憑性は薄い。コメントでは宿題をやったと言っていても、次の日授業中にクリックすると「忘れました」とコメントする。
- 妹の「ココス」がいる。コスチュームはココロに似たものとなっているが、帽子は怪獣のようなデザインとなっている。姉以上に腹黒い。放課後と就寝中のスペシャルカットに登場している。
- 母は料理が得意で、父がパジャマを「ねまき」と呼ぶことを変だと思っている(「ねまき」という言葉や意味を知らない)。[13]
- 友人については「むーちゃん」のみ確認されている。以前「スーちゃん」と呼んでいた人物で、仲良くなったのを機に呼び方を変えたとのこと。本名は「スーパーむーちゃん」で「女王様」。照れ屋でツンデレ。世界中の友達に手紙を出したりしているが、何か悪いことと疑われるような行動もとっているらしいとのこと。スペシャルカットにて登場しており、ココロの言葉や態度に食って掛かるやり取りを見せている。また、自らの立場(ウェブの中だけでしか存在できない)を棚に上げて人間を見下す態度をとることがある。なお、友好度低下時に現れるコウモリ男は「むーちゃん」の手下らしい。また放課後と就寝中のスペシャルカットにも登場しており、就寝中では稀にココスにからかわれて食って掛かっている。
- 一人暮らしだが、経済面で苦労している様子はなく、傍目から見る限りかなり裕福な暮らし向きをしている。毎日の買い食いや自宅での飲食(特に毎日消費されるメロンソーダの量)を見る限り、お小遣いやDJのバイト?の収入など金銭的には相当恵まれている模様。
- 妖精ではあるが、「子供は3人欲しい」との発言から世代交代自体は人間と同じと予想できる。
- 一般的な妖精のイメージ（ファンタジー小説・映画のもの）に反し、水浴びではなく日本式の入浴をする（基本的に湯船につかりっ放しであるが、浴槽の中に潜ったり、稀にシャワーを浴びることがある）。[17]
- コメントや立ち振る舞いなどから、ブログ妖精の生態は人間と大差ないと予想される。妖精につきものの魔法を使える様子もなく(せいぜい実効性のないおまじない程度)、昆虫のような羽も持っていないので、能力や容姿については人間と変わらないようである。今のところ「半人前のブログ妖精」であること以外の設定は不明。また「覚醒したら羽が生えるかも」「現在は第一段階」とのコメントも。
- スノーボードが得意だが、寒いのは苦手。一方、インドア派を自称しており、スポーツは自分でするよりも観戦を好む。
- 猫好き。2択で犬を選択すると怒る。
- 注射嫌いで粉薬を飲むのが苦手。
- 歌を歌うのは得意な方だが誰にも信じてもらえないらしい。演歌が得意。ちなみに「ブログ妖精音頭」は恥ずかしい（歌詞）らしい。
- 口癖は「あぅ」。
- 食べる方については非常に興味を持っているが、よく食べることを指摘すると逆ギレする(下記参照)。また、偏食が酷く、朝からスナック菓子をつまんだり、自宅にいる時はメロンソーダを朝夕・食前食後を問わず飲んでたりしている。さらに、毎日2時間もの間、買い食いしていることから明らかに過食である。[18]一応妖精を自称しているが、食事の回数はむしろホビット(1日5食)に近い。さらに早食いでもある[12]。食べることについては「特技」(前述参照)のはずなのに指摘されると逆ギレするという矛盾した行動を平気でとる。
- 夜中に起こすとトイレに行くことがある。しかし、トイレのメンテナンスには手を抜いているようで、夜中にもかかわらず紙がなかったり水が流れなかったりして騒いでいる。
- サービス当初から虚言癖・妄想癖・責任転嫁発言が見られたが、特にバージョンアップ以降はさらに拍車がかかっている。虚言癖についてはサービス開始当初から「嘘つきさんはキライですよ」「ココロが嘘言ったことありました？」と発言していることから、嘘をついているという自覚は皆無(最初から無い)である。責任転嫁についても料理の失敗や夜更かしの責任をユーザになすりつけ続けている。友好度の低下を招く2択にもこの性格が悪い方向で反映されており(とりわけ、ココロの妄想に寛容でない回答は機嫌を損ねる可能性がある)、回答には注意が必要である(下記参照)。
- バージョンアップ後は自己中心的な性格が強まっている。特に、2択でココロが気に入らない選択肢を選ぶと後の台詞が「…」とだけ表示されてしまうことがあり、これを繰り返すと友好度が低下して表情が険しくなるだけでなく暴言を吐くようになってしまう。
- コメントから、胸部の内臓疾患を持っている可能性がある。[19]偏食・過食・早食いと人間であれば確実に肥満体になる食生活を毎日送っていること、さらに過剰(というよりも異常)な量のメロンソーダの飲用による過度の炭酸や甘味料の摂取(に伴うカルシウムなどの欠乏)も少なからず関係があるものと思われる。
- 料理の腕は果てしなく最低に近いが、掃除についてはかなり上手で、特に少なからぬへそくり?を見つけるのがうまい。但し、トイレの手入れは疎かになり気味である。
- 入浴中は気持ちが大きくなって女王様気取りになる。[20]この為、2択に回答すると「まだまだですにゃ」「やり直しですにゃ」「たわけっ」といった(入浴中という状況を鑑みても)非常に失礼なコメントを返すことがある。
- バージョンアップ後は公式プロフィールの「さびしがりや」の性格が希薄になりつつある。但し、夜に寝言で孤独云々を口にしたり、一緒にいてほしい旨の発言をしたりする。
- ブログペットで紹介されているにもかかわらずペットであることを一貫して否定している。[21]
- いざという時のハッタリをかます程度の機転は効く。その一例として、ココセレブインタビュー(前編)にて経済の質問をされたときに適当な語句を並べてなんとか乗り切っていた（しかし一応意味は通っているものの内容は薄っぺらいもので本人も何を言っているのか理解できていないものと思われる）。
- ライバルは同じニフティの「トラックバック野郎」とのこと。

## ブログパーツとしての機能
- 本体をクリックすると何らかのリアクションをする。
  - リアクションの際には吹き出しの形でコメントが表示される。単発タイプ（1回完結型のコメント）と2択タイプ（YES/NOの選択肢が表示されるもの）の2つの形式がある。2択タイプについては、選択内容によって後に続くコメントが変化する。友好度に大きな変化が起きた時はスペシャルカットが表示されることもある。
  - バージョンアップ後はすべての時間帯において2択及びリンク付のコメントが表示されるようになった。
  - 料理中は指を切った所や作った料理が表示される。ただし料理は、失敗作が表示される可能性が極めて高い。完成品を見たい時は表示するまでクリックし続ける必要があるが、その時間が数分から数十分と幅がある（最悪、1時間クリックし続けても失敗作しか表示されない可能性もある）。
  - 授業中は授業を受けているところ、または居眠りしているところが表示される。
  - 部活動中はプールサイドのみ表示。
  - 放課後は買い食いシーンが表示される他、ココス、むーちゃんがスペシャルカットにて登場。それぞれココロとの掛け合いをしている。
  - 入浴中は主に動きは瞼程度で効果音が時たま表示されるが、一面湯気になったり浴槽の中に潜ったり稀にシャワーシーンが表示されることもある。
  - 入浴後にまたフリータイムとなるが、質問の返答次第で（または返答に関わらず）、一瞬のうちに着替えて就寝してしまう。
  - 就寝中は基本「寝ぼけながら一言→起きて一言→寝る」という動きを繰り返すが、机に向かったりトイレに行くようになった。またココスとむーちゃんが登場することがある（このときはココロは寝たまま）。
- コメントに表示されるリンクは元ネタへのリンクになっている。単発コメントは意味や根拠のないネタが多い。しかし、バージョンアップ前表示されていた失礼な言葉のいくつか(例：「おこちゃま」（お子様）呼ばわり)が無くなるなど（但し、「子供っぽい」とは言ってくる）、コメント内容については大分修正が行われた。友好度が上がるとRSSからキーワードを拾って適当なことをしゃべる(友好度については後述)。
- 表示パーツ下部にツールバーがある。
  - タイトル部分-ブログ妖精ココロ - ウェイバックマシン（2007年10月17日アーカイブ分）のページに飛ぶ。
  - BlogPetのホームへ-BlogPetのMyページに飛ぶ。
  - オーナープロフィール-ブログオーナーのページを表示する。
  - ブックマークの登録・閲覧-ブログオーナーのブックマークを見たり、閲覧中のページをブックマークに登録する。
  - メッセージを送る-ブログオーナーにメールを送る。オーナーがアクセスしたときはブログペットのメールボックスに遷移する。
  - ココロのひみつ日記-ココロの日替わりコメントが読める。但し、「今日の日記はおやすみです」とサボることもある。また、掲載文に問題があることもある(「その他」の項を参照)。ちなみに過去分は読めないので、実は日記としての機能を果たしていない。
  - ブログ妖精ココロって何?-簡単な説明。
- 表立って表示されない友好度によってコメントや表情が変化する。詳細は次項を参照。

## 友好度とココロの動作
隠されたパラメータ「友好度」がある。友好度の状態によってココロの動作やコメント内容等が大きく変わってくる。バージョンアップ以降はより多くの動作に影響を与えるようになっている。友好度は大きく分けると高・中・低の3段階がある。

### 友好度の確認方法
一番手っとり早いのは、フリータイム時にクリックした時の表情を見ることである。
| 表情                     | 友好度・高 | 友好度・中 | 友好度・低 |
| ------------------------ | ---------- | ---------- | ---------- |
| 両手を大きく広げて笑顔   | ○          |            |            |
| 両手に拳を作って笑顔     | ○          | ○          |            |
| ごく普通に笑顔           |            | ○          | ○          |
| 不機嫌                   |            |            | ○          |
| (一部のスペシャルカット) | ○          | ○          |            |

○が付いている表情がランダムに表示される。なお、設置直後は友好度・低である。

### 友好度の上げ方
まず、大前提としてブログペットのMyページにある「基本設定」にて「フィードのURL」を設定する必要がある(これが設定されないといつまでたっても友好度・低のままである)。必要に応じて投稿設定も行っておく。
これらの設定を行うとRSSを読み込むと同時に過去の投稿記録から友好度も再設定される。
あとは、日々の投稿を繰り返すことで徐々に友好度が上がっていく。

### 友好度が下がる要因
フリータイム時の2択にて、ココロが気に入らない回答をすることにより友好度が下がる。
- 友好度が下がる回答の一例
  - 質問「夜起きてると、地球と会話したくなりません？」に「何言ってるの？」を選択
  - 質問「○○さん、お風呂の時間は？」に「10分だよ」→「めんどくさいし」を選択
  - 質問「○○さん、正直ココロのチャームポイントってどこですか？」に「ぺたんこな胸」を選択
  - 質問「ココロ、△△△大好きなんです☆」に「よく食べるね」を選択

最後の質問・回答の様に一般的に問題がなさそうな回答でもとにかくココロが気に入らない選択肢を選んだら友好度が下がるので、回答には注意が必要である。
尚、2択で下がった友好度を2択で戻すことは不可能であるので、不機嫌な表情を見たくない場合はひたすらブログを投稿し続けつつしばらく放置するしか方法がない。
また、長期間ブログに投稿しないでいると徐々に友好度が下がる。友好度が最高の状態から最低の状態へは大体3週間から1ヵ月で推移する。
クリックせずに表示される質問でも、回答によって友好度が下がる。
- 友好度が下がる回答の一例
  - 質問「正直、ココロとむーちゃんどっちが魅力的ですか？」に「むーちゃん」を選択
  - 質問「あの、ココロとココスが溺れていたらどちらを助けますか？」に「ココス」を選択

これらの質問はしばらくすると質問だけが消えて選択肢だけが表示されることになるので注意が必要である（しばらくすると選択肢も消える）。

### 友好度による行動の違い
友好度が中以上だと
- 恋愛関係のコメントが表示されるようになる(友好度・高だと「結婚したいです」などと踏み込んだコメントもするようになる)。
- RSSから取得したフレーズでコメントや「ココロのひみつ日記」を作るようになる。
- 23時～0時までの間の起きている時間が長くなる(友好度が高ければ高いほど0時近くまで起きている)。
- バレンタインデーなどの特定日用スペシャルカットが表示される。
  - その特定日は、クリスマス、大晦日、元旦、バレンタインデー、ホワイトデー、エイプリルフール、七夕、ハロウィン。

一方、友好度が低だと
- 失礼なものや不快なコメントが表示される。
- 風呂から出るとすぐに就寝してしまう。
- 特定日用スペシャルカットが表示されない。

さらに、友好度が低くなると、
- コウモリ男(むーちゃんの子分)が表示される。
- 一段階友好度が低くなると、コウモリ男がココロの後頭部にペン型の槍を刺す。刺された後、ココロは硬直しているがクリックすると槍が落ちる。
- 友好度が最低の状態でココロが気に入らない回答をすると、むーちゃんが登場してココロにケチをつける(ぶりっこや上げ底靴のことなど)。

## 公開／更新履歴
- 2007年（平成19年）12月4日 - 一部ページが公開される。その様子はネット上のサイトで報じられるも、その後ページは閉鎖。
- 2007年（平成19年）12月6日 - 正式告知。
- 2007年（平成19年）12月18日 - 正式リリース。
- 2008年（平成20年）5月12日 - 1回目のバージョンアップ。部活動・放課後・掃除・ごろ寝・DJシーンの追加等、機能拡張・改善が行われた。一方、初アクセス時に挨拶する機能などが削除されている。
- 2008年（平成20年）12月4日 - 台詞の追加を実施。
- 2009年（平成21年）10月7日 - 2回目のバージョンアップ。台詞の追加、ココス、むーちゃんのスペシャルカットを追加。
- 2010年（平成22年）5月18日 - ニフティによる新ブログパーツの提供を開始。ココス、むーちゃんのブログパーツも設置可能になる。
- 2010年（平成22年）5月21日 - ブログペットによる運営を終了[22]。
- 2013年（平成25年）1月31日 - 同年3月31日をもってサービスを終了すると発表[3]。

## その他
- ブログパーツではあるが、Windows Vistaのサイドバーガジェットにも登録できる。
- 土曜日の午後や日曜日でもブログ妖精学校に通っている。しかし、特定の曜日に行われるイベントがあるわけでもないのでプログラム的に曜日認識は無いと推測される。ココロ曰く、土日も授業があるとのこと。
- 特定の日（クリスマスや元旦など）に特殊なメッセージや画像が表示されることがある(友好度が高いときのみ)。
- 表情とコメントにズレがあることがある。例えば、DJ中に意味もなく表情が暗くなったり、友好度の低いうちはムッとした表情で挨拶してくることがある。一方、2択コメントの際にネガティブな回答を選んでも表情が変わることはない。
- 2択の中に、選んだ内容にかかわらずリアクションが全く同じことがある（例えば、初恋の時期の質問はどちらを選んでも返答は「…変なこと聞いてすいませんでした…」）。
- 同様に、選んだ内容を問わずユーザを貶める返答をするものが存在する（質問「み、見ないでください…」に対し、「見ちゃう」を選ぶと「がまんできない人は、キライです！」、「がまんする」を選ぶと「がまんは体によくありませんよ」と一方的にユーザを悪者にするような返答をする）。
- ココロ以外の人物や学校の先生のことが話題にのることがある。一部、スペシャルカットに表示される場合がある(妹の「ココス」と友人の「むーちゃん」)。
- 現在、自宅と学校(バージョンアップ後はプールサイドと買い食い先が追加)以外の場所に出かける場面がない。
- バージョンアップ前は午後10時に入るとリアクションが少ない時間帯（入浴・就寝中）に入ってしまっていたが、後に午後11時～午前0時の間で就寝時間を選べるようになった(但し、友好度・低の時は除く)。また、すべてのシーンで2択とリンク付コメントが表示されることで、最も長いシーンである就寝中（最大8時間）でも単調感はやや緩和されている。
- 以前は毎日12時間(睡眠8時間 + 居眠り3時間 + 入浴時1時間)もの睡眠を取っていたが、バージョンアップ後は「寝すぎ」批判をかわす目的からか睡眠を7時間まで抑えられるようになった。また、授業シーンが短縮されたことにより居眠りも2時間程度に抑えられている。
- 「spam」を「スパム」と言い続けたり、自分を初音ミクと比べさせるなど、出自であるブログやコンピュータに関する知識自体にも疑問符がつく。「スパムを捕まえる」との発言もあるが、SPAMとスパムはホーメルフーズの登録商標である。但し、バージョンアップ後は、初音ミクについてはニュースに載るかブロガーが話題にしない限り自分から発言しなくなった。spamについても表示数は減少している(しかし、寝言で「悪いスパム」と相変わらず表示される)。
- 「ココロのひみつ日記」は過去に表示された内容が後日そのまま表示されてしまったり、内容と行動が一致しない（「今夜は徹夜です」とコメントしておきながら夜11時に寝てしまう、等）ことがある。
- 既定の時刻が来ると強制的に場面が変わるような仕組みになっているが、ブラウザやOSによっては場面が変わらないこともある。バージョンアップ前はこの事象を利用して同じシーンをいつまでも表示させることができた(例：夜中でも昼間のシーンを表示させる）が、現在は修正されて定時が到達するとほぼ確実に切り替わってしまう。
- ブログパーツとしては珍しい“萌え系キャラクター”ということで、公開前にインターネット上の複数のニュースサイトにて大々的に報じられ、さらにスラッシュドットに専用のスレッドが立つなどリリース前後は非常に盛り上がりを見せた。その後、一時はブログペットガーデンの人気ランキングで10位以下まで落ちていたものの、イベント開催などのテコ入れにより公開2ヶ月で利用者が1万人を突破した[23]。
- 愛玩動物や絶滅危惧種(トラなど)、食べられないもの（あり等）を料理の材料にしたり[14]、未成年の学生でありながら「風呂上りのビール」発言をするなど、表示されるコメントに問題が多かった（洒落として片付けられるにしては数が多い）が、これらもバージョンアップ時に大部分が修正・削除されている。しかし、コメントに織り交ぜる時事ネタに最近亡くなった有名人を入れることがあり、その結果とんでもないコメントが表示される等の問題も残っている。[24]さらに、(コメントに限ったことではないが)上記の選択による友好度の低下やユーザの立場を無視した自己中心的な性格の強調など新たな問題も浮上しており、眺める以外には非常に扱いにくいブログパーツになりつつある。
- バージョンアップ時の公式トップページ（下記「ブログ妖精ココロ」参照）に、料理に関するコメント（「もう全部食べてくれました？」「たまに失敗もしますけど…」）とあるが、料理の成功する確率が極めて低い現状を考慮すると、少なくとも料理の部分については発注側の思惑と制作側の作成意図との乖離が発生していると思われる。これらの文言を公式トップページに載せた発注側も料理シーンの機能をどこまで認識しているのか甚だ疑問である。
- ココログインタビューの内容(外部リンク参照)と実際の振る舞いに差異がある。「特技」であるはずの「大食」を指摘されると露骨に機嫌が悪くなるなど、食関係にてこの傾向は顕著である。また、インタビューにてココロ広場(公式ブログ)にて愛用者による質問に答えていたが、不適当な質問だけでなく指摘等についてはほぼ全てスルーされていた。
- 2008年（平成20年）8月15日より、ゲーマーズにて『「ブログ妖精ココロ」パン缶』が発売された。つぶつぶいちご味、チョコレート味、ミルク味の3種類であり、缶の絵柄もそれぞれ異なっている。
- 2008年（平成20年）11月より年賀状イラストが発売されたが、過去に公開されたイラストの一部を正月仕様に手直しした程度(中にはほぼそのまま使用のものも)のものに1枚1,050円という非常識な価格がついている為、発売早々から「商売下手」「ぼったくり」との声が上がっている[25]。
- 2008年（平成20年）11月18日より提供元である@niftyの検索機能@searchとのコラボレーション企画「ココロサーチ」が公開された。入力されたキーワードによっては秘密のイベントが発生するという機能が付加されている。
- 携帯サイト・ブログ妖精ココロモバイル内のコンテンツ、ブログ妖精ラジオにてココロの台詞が着ボイスとして配信されている（ココロ役の声優は中原麻衣）。

## 取扱上の注意
- ブラウザにインストールされているFlashのバージョンが9.0.124.0より古いと不具合(料理に成功してもfalseとしか表示されない、午後11時台にエラー画面が表示される等)が発生する。
- キャラクターの二次使用だけでなく、スクリーンショットやコメントについてのガイドラインが2008年6月10日に公開された。ブログの記事等に掲載する場合でも抵触する恐れがあるので公開には十分注意する必要がある。[26]